# Cup of Russia de 2001
Cup of Russia de 2001 foi a sexta edição da Cup of Russia, um evento anual de patinação artística no gelo organizado pela Federação de Patinação Artística da Rússia (em russo:  Федерация фигурного катания на коньках Росси), e que fez parte do Grand Prix de 2001–02. A competição foi disputada entre os dias 22 de novembro e 25 de novembro, na cidade de São Petersburgo, Rússia.

## Eventos
- Individual masculino
- Individual feminino
- Duplas
- Dança no gelo

## Medalhistas
| Evento                        | Ouro                                             | Prata                                    | Bronze                                      |
| Individual masculino detalhes | Evgeni Plushenko · Rússia                        | Roman Serov · Rússia                     | Ivan Dinev · Bulgária                       |
| Individual feminino detalhes  | Irina Slutskaya · Rússia                         | Viktoria Volchkova · Rússia              | Angela Nikodinov · Estados Unidos           |
| Duplas detalhes               | Elena Berezhnaya · Anton Sikharulidze · Rússia   | Maria Petrova · Alexei Tikhonov · Rússia | Sarah Abitbol · Stéphane Bernadis · França  |
| Dança no gelo detalhes        | Barbara Fusar-Poli · Maurizio Margaglio · Itália | Galit Chait · Sergei Sakhnovsky · Israel | Elena Grushina · Ruslan Goncharov · Ucrânia |

## Resultados

### Individual masculino
| Pos.              | Nome                | Nacionalidade  | Pontos | PC | PL |
| ----------------- | ------------------- | -------------- | ------ | -- | -- |
| Medalha de ouro   | Evgeni Plushenko    | Rússia         | 1.5    | 1  | 1  |
| Medalha de prata  | Roman Serov         | Rússia         | 4.5    | 5  | 2  |
| Medalha de bronze | Ivan Dinev          | Bulgária       | 5.0    | 2  | 4  |
| 4                 | Matthew Savoie      | Estados Unidos | 6.5    | 3  | 5  |
| 5                 | Ilya Klimkin        | Rússia         | 7.0    | 8  | 3  |
| 6                 | Yosuke Takeuchi     | Japão          | 9.0    | 6  | 6  |
| 7                 | Gheorghe Chiper     | Romênia        | 9.0    | 4  | 7  |
| 8                 | Stefan Lindemann    | Alemanha       | 11.5   | 7  | 8  |
| 9                 | Markus Leminen      | Finlândia      | 14.0   | 10 | 9  |
| 10                | Vitali Danilchenko  | Ucrânia        | 14.5   | 9  | 10 |
| WD                | Vincent Restencourt | França         | —      | 11 | WD |
| WD                | Li Yunfei           | China          | —      | WD |    |

### Individual feminino
| Pos.              | Nome               | Nacionalidade  | Pontos | PC | PL |
| ----------------- | ------------------ | -------------- | ------ | -- | -- |
| Medalha de ouro   | Irina Slutskaya    | Rússia         | 1.5    | 1  | 1  |
| Medalha de prata  | Viktoria Volchkova | Rússia         | 4.0    | 4  | 2  |
| Medalha de bronze | Angela Nikodinov   | Estados Unidos | 4.0    | 2  | 3  |
| 4                 | Elena Sokolova     | Rússia         | 5.5    | 3  | 4  |
| 5                 | Jennifer Robinson  | Canadá         | 8.0    | 6  | 5  |
| 6                 | Elena Liashenko    | Ucrânia        | 8.5    | 5  | 6  |
| 7                 | Zoya Douchine      | Alemanha       | 11.5   | 9  | 7  |
| 8                 | Galina Manyachenko | Ucrânia        | 12.5   | 7  | 9  |
| 9                 | Kanako Takahashi   | Japão          | 13.0   | 10 | 8  |
| 10                | Tamara Dorofeev    | Hungria        | 14.0   | 8  | 10 |

### Duplas
| Pos.              | Nome                                  | Nacionalidade    | Pontos | PC | PL |
| ----------------- | ------------------------------------- | ---------------- | ------ | -- | -- |
| Medalha de ouro   | Elena Berezhnaya / Anton Sikharulidze | Rússia           | 2.5    | 3  | 1  |
| Medalha de prata  | Maria Petrova / Alexei Tikhonov       | Rússia           | 2.5    | 1  | 2  |
| Medalha de bronze | Sarah Abitbol / Stéphane Bernadis     | França           | 4.0    | 2  | 3  |
| 4                 | Dorota Zagorska / Mariusz Siudek      | Polônia          | 6.0    | 4  | 4  |
| 5                 | Julia Obertas / Alexei Sokolov        | Rússia           | 7.5    | 5  | 5  |
| 6                 | Viktoria Maksiuta / Vitali Dubina     | Ucrânia          | 9.0    | 6  | 6  |
| 7                 | Valérie Marcoux / Bruno Marcotte      | Canadá           | 10.5   | 7  | 7  |
| 8                 | Kateřina Beránková / Otto Dlabola     | República Tcheca | 12.0   | 8  | 8  |
| 9                 | Laura Handy / Jonathon Hunt           | Estados Unidos   | 14.0   | 10 | 9  |
| 10                | Mariana Kautz / Norman Jeshke         | Alemanha         | 14.5   | 9  | 10 |

### Dança no gelo
| Pos.              | Nome                                    | Nacionalidade    | Pontos | DC | DO | DL |
| ----------------- | --------------------------------------- | ---------------- | ------ | -- | -- | -- |
| Medalha de ouro   | Barbara Fusar-Poli / Maurizio Margaglio | Itália           | 2.0    | 1  | 1  | 1  |
| Medalha de prata  | Galit Chait / Sergei Sakhnovsky         | Israel           | 4.0    | 2  | 2  | 2  |
| Medalha de bronze | Elena Grushina / Ruslan Goncharov       | Ucrânia          | 6.0    | 3  | 3  | 3  |
| 4                 | Tatiana Navka / Roman Kostomarov        | Rússia           | 8.0    | 4  | 4  | 4  |
| 5                 | Natalia Romaniuta / Daniil Barantsev    | Rússia           | 10.0   | 5  | 5  | 5  |
| 6                 | Magali Sauri / Michael Stifunin         | França           | 12.0   | 6  | 6  | 6  |
| 7                 | Agata Błażowska / Marcin Kozubek        | Polônia          | 14.0   | 7  | 7  | 7  |
| 8                 | Kateřina Kovalová / David Szurman       | República Tcheca | 16.4   | 9  | 8  | 8  |
| 9                 | Stephanie Rauer / Thomas Rauer          | Alemanha         | 17.6   | 8  | 9  | 9  |
| 10                | Josée Piche / Pascal Denis              | Canadá           | 20.0   | 10 | 10 | 10 |
| 11                | Ekaterina Gvozdkova / Timur Alaskhanov  | Rússia           | 22.0   | 11 | 11 | 11 |
| 12                | Jessica Huot / Juha Valkama             | Finlândia        | 24.0   | 12 | 12 | 12 |

## Quadro de medalhas
| Ordem | País           | Medalha de ouro | Medalha de prata | Medalha de bronze |    | Ordem por total |
| ----- | -------------- | --------------- | ---------------- | ----------------- | -- | --------------- |
| 1     | Rússia         | 3               | 3                |                   | 6  | 1               |
| 2     | Itália         | 1               |                  |                   | 1  | 2               |
| 3     | Israel         |                 | 1                |                   | 1  | 2               |
| 4     | Bulgária       |                 |                  | 1                 | 1  | 2               |
| 4     | Estados Unidos |                 |                  | 1                 | 1  | 2               |
| 4     | França         |                 |                  | 1                 | 1  | 2               |
| 4     | Ucrânia        |                 |                  | 1                 | 1  | 2               |
| TOTAL | TOTAL          | 4               | 4                | 4                 | 12 | —               |